# (62427) 2000 SH187
2000 أس إتش 187 (ويعرف أيضًا باسم (62427) 2000 أس إتش 187 وفق تسمية الكوكب الصغير) (بالإنجليزية: 2000 SH187)‏ هو كويكب ضمن حزام الكويكبات؛ وترتيبه 62427 من حيث الاكتشاف.
اكتُشف هذا الجُرم الفلكي بواسطة تعقب الأجرام القريبة من الأرض في 21 سبتمبر 2000.

## وصلات خارجية
- (62427) 2000 SH187 في قاعدة بيانات مختبر الدفع النفاث لأجرام النظام الشمسي الصغيرة

- الاكتشاف · مخطط المدار ·  العناصر المدارية · المعلمات المادية

- (62427) 2000 SH187 على موقع ويكي سكاي: DSS2, SDSS, GALEX, IRAS, Hydrogen α, X-Ray, Astrophoto, Sky Map, Articles and images